# Лурикан
Лурикан — горный хребет в юго-западной части Аяно-Майского района Хабаровского края, расположенный на юго-восточной окраине Алданского нагорья, юго-восточнее хребта Кет-Кап, почти перпендикулярно к нему, в среднем течении реки Учур.
Наивысшая точка хребта — безымянная гора высотой 1857 м. Также выделяются другие вершины: г. Хребтовая (1811 м), г. Стланиковая (1536 м), г. Трудная (1412 м), г. Лурикан (1266 м) и другие. Река Учур прорезает хребет Лурикан, разделяя его на две части. Общая протяжённость хребта составляет около 150 км.
У хребта сглаженные вершины, полого-выпуклые склоны с крутыми подножиями. Межгорные впадины озёр Мар-Кюель и Северный Мар-Кюель отделяют на северо-западе Лурикан от хребта Кет-Кап. В предвысокогорной части хребта сохранились следы древнего оледенения в виде цирков, каровых, моренных озёр и троговых долин. Широко распространены  щебенчато-глыбовые коллювиальные отложения. Хребет сложен архейскими кристаллическими породами: сланцами, гнейсами и гранитами. Речные долины в нижней части склонов покрыты лиственничным лесом с включением ели, а также горно-тундровой растительностью.